# Anyolí Ábrego
Anyoli Amorette Abrego Sanjur, sinh ngày 16 tháng 11 năm 1987, là một người mẫu người Panama và là người đã giành chiến thắng cuộc thi sắc đẹp Señorita Panamá 2010  vào ngày 8 tháng 7 năm 2010. Cô đại diện cho Panama trong cuộc thi Hoa hậu Hoàn vũ 2010 lần thứ 59 được tổ chức tại Trung tâm Sự kiện Vịnh Mandalay, Las Vegas, Nevada, Hoa Kỳ, vào ngày 23 tháng 8 năm 2010.
Sự khởi đầu của Abrego trong thế giới người mẫu được bắt đầu khi cô tham gia cuộc thi "Chica Modelo" (tìm kiếm người mẫu) năm 2006, nơi cô chiến thắng khi chỉ mới 19 tuổi. Danh hiệu này cũng mang lại cho cô cơ hội làm việc cho Phys Modelos, công ty người mẫu chính thức của cô cho đến ngày hôm nay. Là một người mẫu, Anyoli đã có mặt trong những cuốn lịch, các quảng cáo và tiếp viên của các sự kiện khác nhau.
Anyoli cũng từng tham gia cuộc thi Ford Super Model of the World 2006 tại New York, trong cuộc thi Miss Model of The World 2009, nơi cô lọt vào đến vòng bán kết. Ở đó, cô đã giành chiến thắng tại cuộc thi Miss Beauty International 2007 tại Ecuador  và Miss Pacifico 2010 tại Playa Linda, Chiapas, México, nơi cô là Á hậu 1, sau đó Abrego đăng quang danh hiệu Hoa hậu Pacifico khi Tổ chức Hoa hậu Pacifico thu hồi vương miện từ đương kim chủ sở hữu danh hiệu này.